# زیویه (بانه)
زیویه (بانه)، روستایی از توابع بخش نمشیر شهرستان بانه در استان کردستان ایران است.

## جمعیت
این روستا در دهستان نمه شیر قرار دارد و براساس سرشماری مرکز آمار ایران در سال ۱۳۸۵، جمعیت آن ۶۲۵ نفر (۹۵خانوار) بوده‌است.